# N.H. Søe
Niels Hansen Søe (kendt som N.H. Søe) (født 29. november 1895, død 10. juni 1978) var en dansk teolog og præst.
Søe blev cand.theol. fra Københavns Universitet i 1920. I 1925 blev han sognepræst i Hvidovre, og fra 1930 var han i tre år udsendt som dansk præst i Shanghai. Han blev docent ved Københavns Universitet i 1934 og Eduard Geismars efterfølger som professor i etik og religionsfilosofi 1939–65; han var desuden universitetets prorektor 1962–63. Æresdoktor ved Universitetet i Oslo i 1951. 1927–28 og 1939–42 var Søe formand for den kristelige studenterbevægelse.
Søe udviklede en åbenbaringsteologi, der var påvirket af bl.a. Søren Kierkegaard og Karl Barth, skønt Søe gav den sit eget præg. Den lutherske Søes distance til den calvinske Barth kom tydeligst til udtryk i det teologiske syn på sakramenterne. Søe fulgte derimod Barth i kritikken af eksempelvis nazismen og Oxfordgruppebevægelsen.
Søes omfattende udgivelser dækker store dele af det teologiske og til dels også det filosofiske fagområde, bl.a. lægmandsdogmatikken Den kristne Tro, lærebogen Kristelig Etik, (oversat til tysk: Christliche Ethik), filosofihistorien Fra Renæssancen til vore Dage, en række kommentarer til de bibelske skrifter samt bøger om Karl Marx, Carl Gustav Jung og Religionsfilosofi (oversat til tysk: Religionsphilosophie). Han virkede også som anmelder ved Kristeligt Dagblad. Desuden bidrog han til teologihistorien med udgivelsen Dansk teologi siden 1900, der i forholdsvis kort form omtaler alle (systematiske) teologer fra 1900 og frem til bogens udgivelsestidspunkt, 1965.

## Værker i udvalg
- Die Allwirksamkeit Gottes und das Selbstleben der Creatur (1925)
- Er Jesu Undere skete? (1930)
- De tre første Evangeliers indbyrdes Forhold (1933)
- Hvad er Synd? (1933)
- Karl Barth og Nazikirken (1934)
- Helligaanden og det aabenbarede Ord (1935)
- Luther og Oxford (1935)
- Gudsordet og Menneskesjælen (1936)
- Retfærdiggørelse af Tro og det nye Liv (1936)
- Erkendelsen og Virkeliggørelsen af det Gode : kristeligt etiske Principspørgsmaal (1937)
- Jeremias - og Tidens Mangel paa Selvhengivelse (1937)
- Paulus' Brev til Filippenserne (1937)
- Genkomstens Evangelium (1938)
- Vi forsager (1938)
- Den kristne Tro (1939)
- Karl Barths Bibelopfattelse (1939)
- Kirken og Sektproblemet (1939)
- Guds Almagt og det Onde (1940)
- Kristelig Etik (1942, 5. udg. 1962)
- De sidste Tider (1943)
- Profeten Jeremias (1943)
- Fra renæssancen til vore dage (1945, 4. udg. 1964)
- Gudsordet i Atomalderen (1947)
- Livets Gaade – Korsets Gaade (1947)
- Karl Marx og Marxismen (1951)
- Paulus' breve til korinterne (1957)
- C.G. Jung (1965)
- Dansk teologi siden 1900 (1965)